# Vallée de la batterie
La vallée de la batterie est un pôle industriel spécialisé dans les batteries électriques en cours de constitution dans les Hauts-de-France, en France. Elle se compose de plusieurs usines – dites gigafactories – qui doivent ouvrir dans les années à venir : celle d'Automotive Cells Company (ACC) à Douvrin, annoncée pour 2023, celle d'AESC Envision à Douai, annoncée pour 2024, celle de Verkor à Dunkerque, annoncée pour 2025, et celle de ProLogium Technology dans cette même ville à une échéance encore inconnue.
Elle participe à une volonté de réindustrialisation de la région.

## Contexte
En 2022, le Préfet de région rappelle que l'industrie automobile en Hauts-de-France utilise 56 000 salariés qui assurent 31 % de la production nationale de véhicules (environ 700 000 voitures/an), via sept plateformes industrielles appartenant à 3 grands constructeurs : Renault, Stellantis et Toyota, ajoutant que 45 % de ces entreprises étaient en 2020 déficitaires, en raison de la pandémie de Covid 19. Dans le même temps, l'industrie et le pays doivent fortement accélérer la transition énergétique, notamment en décarbonant les transports pour anticiper l'interdiction de mise sur le marché de véhicules non-électrique à partir de 2035.
La production de véhicules électriques a démarré dans cette région en 2011 (Renault Kangoo ZE) à Maubeuge, suivie, en 2012, de la Toyota Yaris Hybride à Valenciennes en 2012. Avec plusieurs milliards investis ou prévus entre 2010 et 2025, le secteur espère pouvoir produire  950 000 véhicules électriques/an vers 2025. La voiture électrique, de conception plus simple, génère moins d'emplois. Et la fabrication tend à se robotiser, ce qui risque de causer des pertes d'emploi. Ces pertes pourraient dans la région être, en tout ou partie, compensées par une nouvelle chaîne de valeur et d'emplois autour des batteries, de l’électronique de puissance, de l’hydrogène (cf. piles à hydrogène...), « la connectivité et les services associés, l’économie circulaire, les infrastructures de recharge ».
C'est l'origine du concept de Vallée de la batterie. Il est soutenu par l’appel à projets « territoires d’innovation de grande ambition », a été proposé comme zones industrielles bas carbone (ou « ZIBaC », dans le cadre de la stratégie d’accélération de la décarbonation de l’industrie de France 2030), et - selon le Préfet - nécessitera plus de 17 milliards d’euros d'investissements.
Deux gigafactories sont prévues dans l'ancien bassin minier, à Douvrin, Douai (non loin de la plateforme multimodale de Dourges, et une troisième à Dunkerque, pour produire des batteries, dans cette région littorale, de culture industrielle ancienne, disposant de « 3 000 ha de foncier « dérisqué », c’est-à-dire purgé de la plupart des procédures lourdes relatives à l’urbanisme, à l’archéologie préventive et à l’environnement ». et géostratégiquement bien desservie en réseaux énergétiques, canaux (dont futur Canal Seine-Nord-Europe/liaison Seine-Escaut), voies ferrées, routes et autoroutes, zones d'activité, ports ; avec 2 EPR2 prévus à Gravelines, qui devraient contribuer à décarboner l'énergie consommée par cette Vallée située au coeur du triangle Londres-Bruxelles-Paris.
Les besoins des giagafactories pourraient encourager la relocalisation autour d'elles de certaines activités de raffinage de métaux, de production d'éléments constitutif des batteries, et de recyclage/réusage. L'Etat, la Région et les collectivités locales concernées ont encouragé leur installation en facilitant leur accès au foncier, à l'énergie qui devrait idéalement être décarbonées, à l'eau et à d'autres ressources, dont en s'appuyant sur le plan de relance puis sur France 2030.